# 執事選擇公主之時
《執事選擇公主之時》是由PeasSoft製作於2013年5月24日發售的戀愛冒險類型成人遊戲，後來由TGL於2016年2月25日發售PlayStation 4版和PlayStation Vita版。

## 故事
私立桂之宮學園（私立桂ノ宮学園）的管家科學生椿尚彌，他在管家的實習課程中卻意外同時收到「Cinq Roses」（サンク・ローゼズ）五位大小姐指定擔任實習管家，尚彌在依序服侍五位大小姐們後便要從中選出他的主人。

## 角色
椿尚彌
桂之宮學園的二年級管家科特招生，出身於管家名門。
（聲優：かわしまりの）
生日：6月1日，血型：A型，身高：171cm，三圍：B90/W58/H91
桂之宮學園三年級學生，ブレッティンガム王國的第一公主，「Cinq Roses」的領導者。
桂之宮沙耶（聲優：夏野冰）
生日：7月7日，血型：AB型，身高：156cm，三圍：B82/W54/H81
桂之宮學園一年級學生，創校人的獨生孫女，尚彌的青梅足馬。
（聲優：一色ヒカル）
生日：8月8日，血型：O型，身高：170cm，三圍：B90/W60/H91
桂之宮學園三年級學生，父親是有名武道家，母親是有名電影演員。
（聲優：青葉りんご）
生日：5月12日，血型：A型，身高：163cm，三圍：B94/W60/H91
桂之宮學園二年級學生，大主教的女兒。
一乗寺由良（聲優：真中海）
生日：9月15日，血型：AB，身高：162cm，三圍：B92/W56/H84
桂之宮學園二年級學生，一乗寺財閥的獨生女。

## 主題曲
遊戲的片頭曲「eternal fidelity」是由Ne;on擔任作詞，羽丘淳擔任作曲、編曲，小鳥遊まこ擔任主唱。

## 評價
《ファミ通》1420號的クロスレビュー對PlayStation Vita版給予25/40評分。

## 外部連結
- PeasSoft（日語）
- PC版官方網站PeasSoft（日語）
- PS4/PSVita版官方網站TGL（日語）
- PS4/PSVita版官方網站 （页面存档备份，存于）ENTERGRAM（日語）